# Hothorpe
Hothorpe är en by i civil parish Marston Trussell, i distriktet West Northamptonshire, i grevskapet Northamptonshire, i England. Byn är belägen 24 km från Daventry. Hothorpe var en civil parish från 1866 till 1935 då den blev en del av Marston Trussell. Civil parish hade 13 invånare år 1931. Byar nämndes i Domedagsboken (Domesday Book) år 1086, och kallades då Udetorp.